# Anacamptodes cerasta
Anacamptodes cerasta là một loài bướm đêm trong họ Geometridae.